# Boston Patriots 1965
La stagione 1965 dei Boston Patriots è stata la sesta della franchigia nell'American Football League e la quinta con Mike Holovak come capo-allenatore.. La squadra concluse con un bilancio di quattro vittorie, otto sconfitte e due pareggi, al terzo posto della AFL Eastern division. 

## Roster
- Tom Addison      LB South Carolina

- Houston Antwine  DT Southern Illinois

- Joe Bellino 	 RB Navy

- Nick Buoniconti  LB Notre Dame

- Ray Lardani 	 OT Miami (FL)

- Ron Burton 	 RB Northwestern

- Justin Canale 	 OG Mississippi State

- Gino Cappelletti WR Minnesota

- Jim Colclough 	 WR Boston College

- Jay Cunningham 	 DB Bowling Green

- Bill Dawson 	 TE Florida State

- Bob Dee 	 DE Holy Cross

- Mike Dukes 	 LB Clemson

- Larry Eisenhauer DE Boston College

- Lonnie Farmer 	 LB Tennessee-Chattanooga

- Dick Felt 	 DB Brigham Young

- J.D. Garrett 	 RB Grambling

- Larry Garron 	 RB Western Illinois

- Art Graham 	 WR Boston College

- White Graves 	 DB Louisiana State

- Ron Hall         DB Missouri Valley

- Tom Hennessey 	 DB Holy Cross

- Jim Hunt 	 DT Prairie View A&M

- Ellis Johnson 	 RB Southeastern Louisiana

- Charlie Long 	 OT Tennessee-Chattanooga

- Ed Meixler 	 LB Boston University

- Jon Morris 	  C Holy Cross

- Jim Nance 	 RB Syracuse

- Billy Neighbors  OG Alabama

- Tom Neville 	 OT Mississippi State

- Ross O'Hanley 	 DB Boston College

- Don Oakes 	 OT Virginia Tech

- Babe Parilli  QB Kentucky

- George Pyne  	 DT Olivet

- Tony Romeo 	 TE Florida State

- Jack Rudolph 	 LB Georgia Tech

- Chuck Shonta 	 DB Eastern Michigan

- Len St. Jean 	 OG Northern Michigan

- Don Webb 	 DB Iowa State

- Jim Whalen 	 TE Boston College

- Eddie Wilson 	 QB Arizona

- Bob Yates 	 OT Syracuse

- Tom Yewcic 	 QB Michigan State

## Calendario
| Turno | Avversario         | Risultato             | Stadio             | Pubblico           |                    |
| ----- | ------------------ | --------------------- | ------------------ | ------------------ | ------------------ |
| 1     | 11/9/1965          | at Buffalo Bills      | S 24–7             | 45,502             |                    |
| 2     | 19/9/1965          | at Houston Oilers     | S 31–10            | 32,445             |                    |
| 3     | 24/9/1965          | Denver Broncos        | S 27–10            | 26,782             |                    |
| 4     | 3/10/1965          | at Kansas City Chiefs | S 27–17            | 26,773             |                    |
| 5     | 8/10/1965          | Oakland Raiders       | S 24–10            | 24,824             |                    |
| 6     | 17/10/1965         | San Diego Chargers    | P 13–13            | 20,924             |                    |
| 7     | 24/10/1965         | at Oakland Raiders    | S 30–21            | 20,858             |                    |
| 8     | 31/10/1965         | at San Diego Chargers | V 22–6             | 33,366             |                    |
| 9     | 7/11/1965          | Buffalo Bills         | S 23–7             | 24,415             |                    |
| 10    | 14/11/1965         | New York Jets         | S 30–20            | 18,589             |                    |
| 11    | 21/11/1965         | Kansas City Chiefs    | P 10–10            | 13,056             |                    |
| 12    | 28/11/1965         | at New York Jets      | V 27–23            | 59,334             |                    |
| 13    | Settimana di pausa | Settimana di pausa    | Settimana di pausa | Settimana di pausa | Settimana di pausa |
| 14    | 12/12/1965         | at Denver Broncos     | V 28–20            | 27,207             |                    |
| 15    | 18/12/1965         | Houston Oilers        | V 42–14            | 14,508             |                    |

## Classifiche
| AFL Eastern Division | AFL Eastern Division | AFL Eastern Division | AFL Eastern Division | AFL Eastern Division | AFL Eastern Division | AFL Eastern Division | AFL Eastern Division | AFL Eastern Division | AFL Eastern Division |
|                      | V                    | S                    | P                    | %                    | DIV                  | PF                   | PS                   | Str.                 |                      |
| -------------------- | -------------------- | -------------------- | -------------------- | -------------------- | -------------------- | -------------------- | -------------------- | -------------------- | -------------------- |
| Buffalo Bills        | 10                   | 3                    | 1                    | .769                 | 4–2                  | 313                  | 226                  | S1                   |                      |
| New York Jets        | 5                    | 8                    | 1                    | .385                 | 3–3                  | 285                  | 303                  | V1                   |                      |
| Boston Patriots      | 4                    | 8                    | 2                    | .333                 | 2–4                  | 244                  | 302                  | V3                   |                      |
| Houston Oilers       | 4                    | 10                   | 0                    | .286                 | 3–3                  | 298                  | 429                  | S7                   |                      |

Nota: Le partite pareggiate non vennero conteggiate a fini delle classifiche fino al 1972.